# いつも心に太陽を (アルバム)
『いつも心に太陽を』（いつもこころにたいようを）は、クレヨン社の3枚目オリジナルアルバムで、1990年9月26日にNECアベニューから発売された。

## 批評
| 専門評論家によるレビュー | 専門評論家によるレビュー |
| レビュー・スコア         | レビュー・スコア         |
| 出典                     | 評価                     |
| ------------------------ | ------------------------ |
| CDジャーナル             | 肯定的                   |

CDジャーナルは、「子供の頃に聴かされた童話の世界なのか、想い出せなくなってしまった子供時代の夢なのか。大人になって思い描く美しき子供時代のようだ。柳沼由紀枝の少年の声に近いヴォーカルによって、胸の打ちの少年に出会う。大人のための童話といった世界を展開。」と批評している。

## 収録曲
| 全編曲: 加藤秀樹。 |                          |                      |                      |
| #                  | タイトル                 | 作詞                 | 作曲                 |
| 1.                 | 「夕映えのグラウンド」   | 柳沼由紀枝           | 柳沼由紀枝           |
| 2.                 | 「いつも心に太陽を」     | 柳沼由紀枝           | 柳沼由紀枝           |
| 3.                 | 「夜想曲―ノクターン―」   | 柳沼由紀枝           | 柳沼由紀枝           |
| 4.                 | 「自鳴琴―オルゴオル―」   | 柳沼由紀枝           | 柳沼由紀枝           |
| 5.                 | 「悲しみを吹き飛ばして」 | 柳沼由紀枝           | 柳沼由紀枝           |
| 6.                 | 「ラムネの詩」           | 柳沼由紀枝           | 加藤秀樹             |
| 7.                 | 「子供が消える日」       | 柳沼由紀枝・北川恵子 | 柳沼由紀枝・加藤秀樹 |
| 8.                 | 「風の時代」             | 柳沼由紀枝           | 柳沼由紀枝           |
| 9.                 | 「東京夜景」             | 柳沼由紀枝           | 柳沼由紀枝           |

## 楽曲解説
1. 夕映えのグラウンド
  - 1991年9月21日、6枚目シングル「手の中の魔法」[2]のカップリングとしてリカットされた。
2. いつも心に太陽を
  - NHK総合テレビ・まんがで読む古典『雨月物語』主題歌
3. 夜想曲―ノクターン―
4. 自鳴琴―オルゴオル―
5. 悲しみを吹き飛ばして
6. ラムネの詩
7. 子供が消える日
8. 風の時代
9. 東京夜景
  - 1990年11月1日に、5枚目シングル「東京夜景/クリスマスの近い日」[3]としてリカットされた。